# Erica Mer
Erica Danielle Mer (* 23. April 1988 in San Antonio, Texas, USA) ist eine US-amerikanische Filmschauspielerin.
Bereits im Alter von vier Jahren war Mer als Schauspielerin in ihrer Grundschule in Houston tätig, ehe sie und ihre Eltern 1994 – sie war sechs Jahre alt – nach New York City siedelten. Sie wurde bei einem Agenten vorstellig und erhielt bereits zehn Monate später, 1995, ihre erste Fernsehrolle in der Fernsehserie The City.

## Filmografie (Auswahl)

### Fernsehserien
- 1998: Star Trek: Raumschiff Voyager (Star Trek: Voyager, eine Folge)
- 1999: Allein unter Nachbarn (The Hughleys, eine Folge)
- 2001: Charmed – Zauberhafte Hexen (Charmed, eine Folge)
- 2002: Providence (eine Folge)
- 2004: Six Feet Under – Gestorben wird immer (Six Feet Under, eine Folge)
- 2004: Medical Investigation (eine Folge)
- 2006: The Unit – Eine Frage der Ehre (The Unit, eine Folge)

### Spielfilme
- 1998: Babylon 5: Der erste Schritt (Babylon 5: In the Beginning, Fernsehfilm)

## Auszeichnungen
Mer wurde für ihre Darstellung in „Medical Investigation“ für den Young Artist Award nominiert.